# ابتهال عادل هارون
إبتهال عادل أنور علي هارون أكاديمية مصرية، تعمل مُدرسًا مُساعدًا بقسم علم الاجتماع بكلية الآداب في جامعة القاهرة. حازت جائزة الدولة التشجيعية عام 2021 في العلوم الاجتماعية، فرع علم الاجتماع.

## الجوائز
- جائزة الدولة التشجيعية عام 2021 عن فرع علم الاجتماع ببحثت عنوانه دور الجمعيات الأهلية في رعاية المتسولين والمشردين.[2]